# Dniprovskyi (raion)
Dniprovskyi (em ucraniano: Дніпровський район) é um dos 10 raions da cidade de Kiev.